# Saccharina latissima
Espèce
Saccharina latissima (précédemment Laminaria saccharina), aussi appelée Laminaire sucrée ou Baudrier de Neptune, est une espèce d'algues brunes de la famille des Laminariaceae. 
Elle est comestible jeune, et comme elle contient beaucoup de saccharose, elle est souvent utilisée pour assaisonner. On l'utilise notamment sous forme de papillotes pour la cuisson des poissons. Elle peut également servir industriellement pour la fabrication d'alginates et de mannitol.